# 1978 w polityce

Jan Paweł I

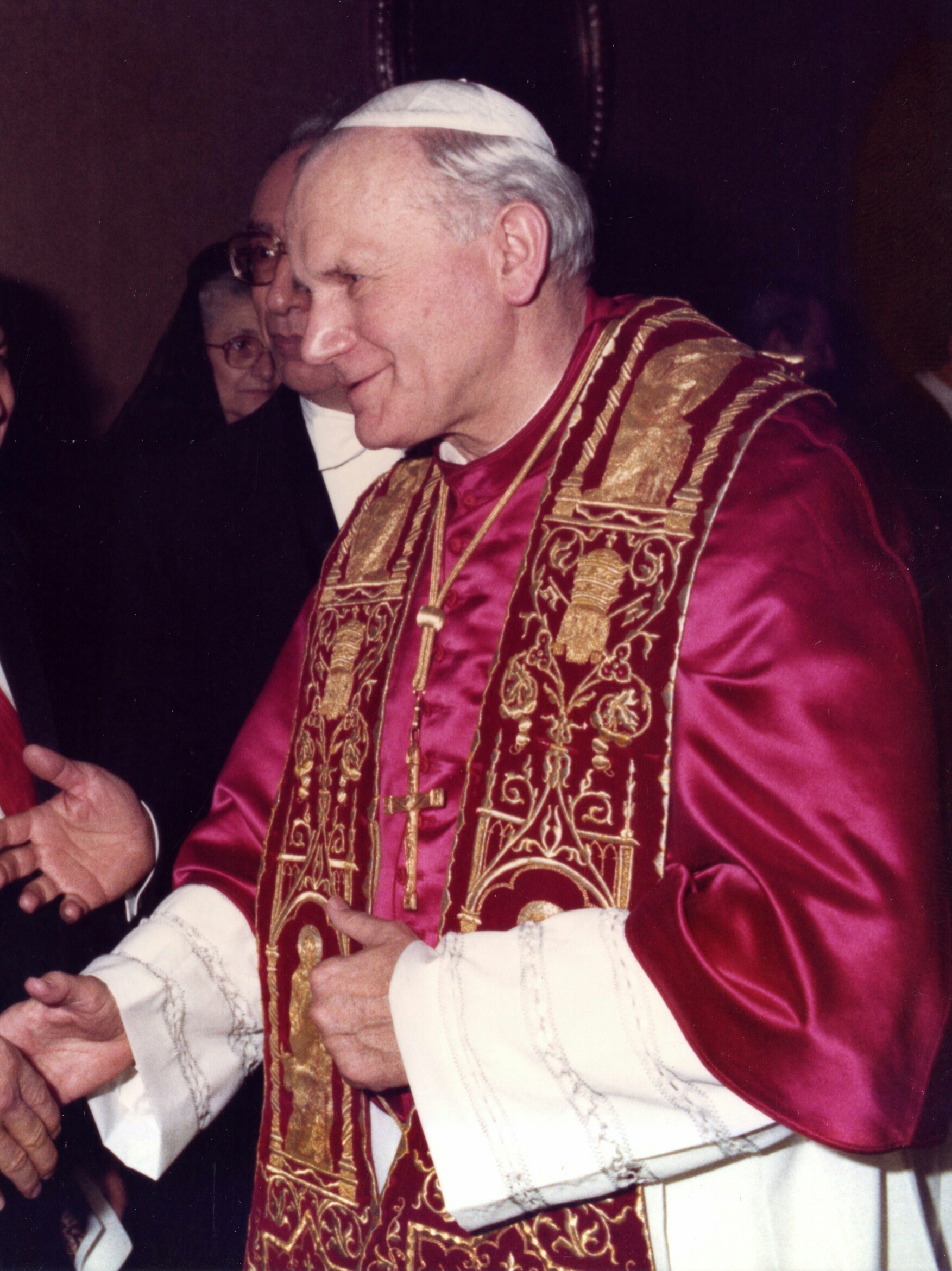
Jan Paweł II

Wydarzenia polityczne w 1978 roku.

## Styczeń
- 22 stycznia – wojska etiopskie i kubańskie pojęły ofensywę przeciwko oddziałom Frontu Wyzwolenia Zachodniej Somalii[1].

## Luty
- 16 lutego – premier Włoch Aldo Moro został porwany przez Czerwone Brygady[1].

## Maj
- 2 maja – władze Rodezji poinformowały, że zalegalizowano opozycyjne dotąd organizacje polityczne czarnej ludności – Afrykański Narodowy Związek Zimbabwe oraz Afrykański Ludowy Związek Zimbabwe[1].
- 23 maja – Icchak Nawon został prezydentem Izraela[2].

## Czerwiec
- 24 czerwca – podczas puczu, w stolicy Jemeńskiej Republiki Arabskiej, Sanie, zamordowanego prezydenta kraju Ahmada al-Ghaszmiego. Władzę przejął przywódca puczu, generał Abdel Karim al-Arishi[1].

## Sierpień
- 6 sierpnia – zmarł papież Paweł VI[3].
- 26 sierpnia:
  - Albino Luciani został wybrany na papieża. Przyjął imię Jan Paweł I[4];
  - w Adenie, stolicy Ludowo-Demokratycznej Republiki Jemenu, doszło do walk pomiędzy wojskami uznającymi kierownictwo Zjednoczonej Organizacji Politycznej – Frontu Narodowego a oddziałami wiernymi prezydentowi[1].

## Wrzesień
- 17 września – w Camp David prezydent Egiptu Anwar as-Sadat i premier Izraela Menachem Begin podpisali wstępne porozumienie pokojowe kończące wojnę pomiędzy ich krajami[1].
- 28 września – zmarł Jan Paweł I[4].

## Październik
- 1 października – Tuvalu ogłosiło niepodległość[1].
- 16 października – kardynał Karol Wojtyła został wybrany na papieża[5]. Posługę jako Jan Paweł II sprawował do 2005.

## Listopad
- 3 listopada – karaibska kolonia brytyjska Dominika uzyskała niepodległość[1].

## Grudzień
- 6 grudnia – na terenie Kambodży powstał prowietnamski Zjednoczony Front Ocalenia Narodowego. Na jej czele stanął Heng Samrin. Jednocześnie wojska Wietnamu przekroczyły granicę Kambodży. Początek wojny kambodżańsko-wietnamskiej[1].
- 10 grudnia – Pokojową Nagrodę Nobla otrzymali: prezydent Egiptu Anwar as-Sadat i premier Izraela Menachem Begin[1].
- 30 grudnia – Franciszek Macharski został nominowany na arcybiskupa krakowskiego[6].